# Klaus Dieter Kück
Klaus Dieter Kück (* 25. Dezember 1940 in Ritterhude; † 6. Juli 2025) war ein deutscher Politiker (SPD) und Verwaltungsbeamter. Er war Mitglied der Bremischen Bürgerschaft.

## Biografie
Kück war als Angestellter und als Fraktionssekretär der SPD in Bremen tätig.
Als Mitglied in der SPD war er in verschiedenen Funktionen aktiv. Von 1975 bis 1979 in der 8. und 9. Wahlperiode war er vier Jahre lang Mitglied der Bremischen Bürgerschaft und dort in verschiedenen Deputationen tätig. 1979 legte er sein Mandat nieder, als er Ortsamtsleiter wurde; ihm folgte Claus Dittbrenner (SPD) als Abgeordneter.
Von 1979 bis 2005 war er als Nachfolger von Arnold Thill (SPD) 26 Jahre lang Ortsamtsleiter im Bremer Stadtteil Burglesum; sein Nachfolger war kommissarisch Lasse Berger.
Kück war u. a. Mitglied im Heimat- und Verschönerungsverein Bremen-Lesum im Heimathaus Lesum und im Verein Sportparksee Grambke.